# Pace di Catania
La pace di Catania fu un accordo diplomatico fra il duca Giovanni d'Aragona (tutore di Ludovico di Sicilia) e la regina Giovanna d’Angiò, firmato presso il castello Ursino di Catania l'8 novembre 1347
per porre fine al conflitto fra aragonesi ed angioini.
L'accordo raggiunto grazie alla diplomazia di papa Clemente VI e del duca Giovanni prevedeva:
1. il rispetto degli accordi reciproco dei Regni di Trinacria e di Napoli e quindi la fine delle contrapposte rivendicazioni territoriali;
2. il versamento di un censo annuo di 3000 onze al papa;
3. un reciproco aiuto militare in caso di guerra in cui fossero interessati i due regni.

L'accordo però non portò i benefici sperati, il duca Giovanni morì di peste ed il Parlamento siciliano non ratificò l'atto per attriti nei confronti del giustiziere del regno Blasco II Alagona. Quindi il conflitto proseguì sino al Trattato di Avignone siglato da Federico IV d'Aragona e Giovanna d'Angiò (1372).